# كبريتيد الكوبالت الثنائي
 كبريتيد الكوبالت الثنائي مركب كيميائي له الصيغة CoS، ويكون على شكل مسحوق بلوري أسود إلى رمادي.

## الخواص
- لا ينحل كبريتيد الكوبالت الثنائي في الماء، لكنه ينحل في حمض الهيدروكلوريك.
- يوجد نمطين لبنية كبريتيد الكوبالت الثنائي البلورية، وهما النمك ألفا α، ويكون على شكل مسحوق أسود ينحل في حمض الهيدروكلوريك ويشكل لدى التماس مع الهواء مركب Co(OH)S. أما النمط بيتا β فهو عبارة عن مسحوق رمادي، ينحل في الأحماض القوية، ويتحول بالتسخين إلى درجات حرارة تفوق 200°س إلى شكل بنيوي معقد. يمتلك النمط بيتا بنية مشابهة لبنية زرنيخيد النيكل NiAs، حيث أن له المجموعة الفراغية C6mc، وأبعاد الشكة البلورية كالتالي: a = 3.367 و c = 5.160 Å، كما أنه لا تتناسب العناصر إلى بعضها بشكل متجانس، بحيث يمكن أن تتراوح الصيغة له بين CoS1.04 و CoS1.13 في المركب.[3]

## الوفرة الطبيعية والتحضير
يوجد كبريتيد الكوبالت الثنائي على شكل معدن الجايبوريت Jaipurite في الطبيعة.
يحضر النمط ألفا α-CoS من تفاعل نترات الكوبالت الثلاثي مع كبريتيد الهيدروجين  حسب المعادلة:
Co(NO3)3.6H2O + H2S → CoS + 2HNO3 + 6H2O
أما النمط بيتا β-CoS فيحضر من التفاعل المباشر لعنصري الكبريت والكوبالت:
Co + S → CoS
كما يمكن أن يحضر من تمرير غاز كبريتيد الهيدروجين على محلول من كلوريد الكوبالت الثنائي محمّض بواسطة حمض الخليك.

## الاستخدامات
- يستخدم كبريتيد الكوبالت الثنائي كحفاز من أجل هدرجة المركبات العضوية وذلك تحت الضغط.[3] كما يستخدم كحفاز في عملية نزع الكبريت المهدرج.